# Aubiet
 Aubiet  es una población y comuna francesa, ubicada en la región de Mediodía-Pirineos, departamento de Gers, en el distrito de Auch y cantón de Gimont.

## Demografía
| 960 | 971 | 880 | 911 | 1019 | 1001 |
| Para los censos de 1962 a 1999 la población legal corresponde a la población sin duplicidades (Fuente: INSEE [Consultar]) |     |     |     |      |      |